# Chiesa di San Girolamo dei Ciechi
La chiesa di San Girolamo dei Ciechi è una chiesa di interesse storico ed artistico di Napoli, sita nel vicolo omonimo, nei pressi della piazzetta Banchi Nuovi.

## Storia e descrizione
Le sue origini risalgono al XVI secolo con annessa congregazione, come mostra il portale d'ingresso in piperno (l'elemento più antico della struttura); l'angelo che sovrasta quest'ultimo è opera di artista ignoto.
La chiesa, oggi, versa in estremo degrado ed abbandono ed in origine ospitava tele del 1750 del pittore Lorenzo De Caro, oggi disperse, e opere risalenti al Cinquecento e al Seicento, come un crocifisso ligneo e un affresco, entrambi del Cinquecento, e una Madonna con San Michele e Nicola del Seicento.

## Altre immagini

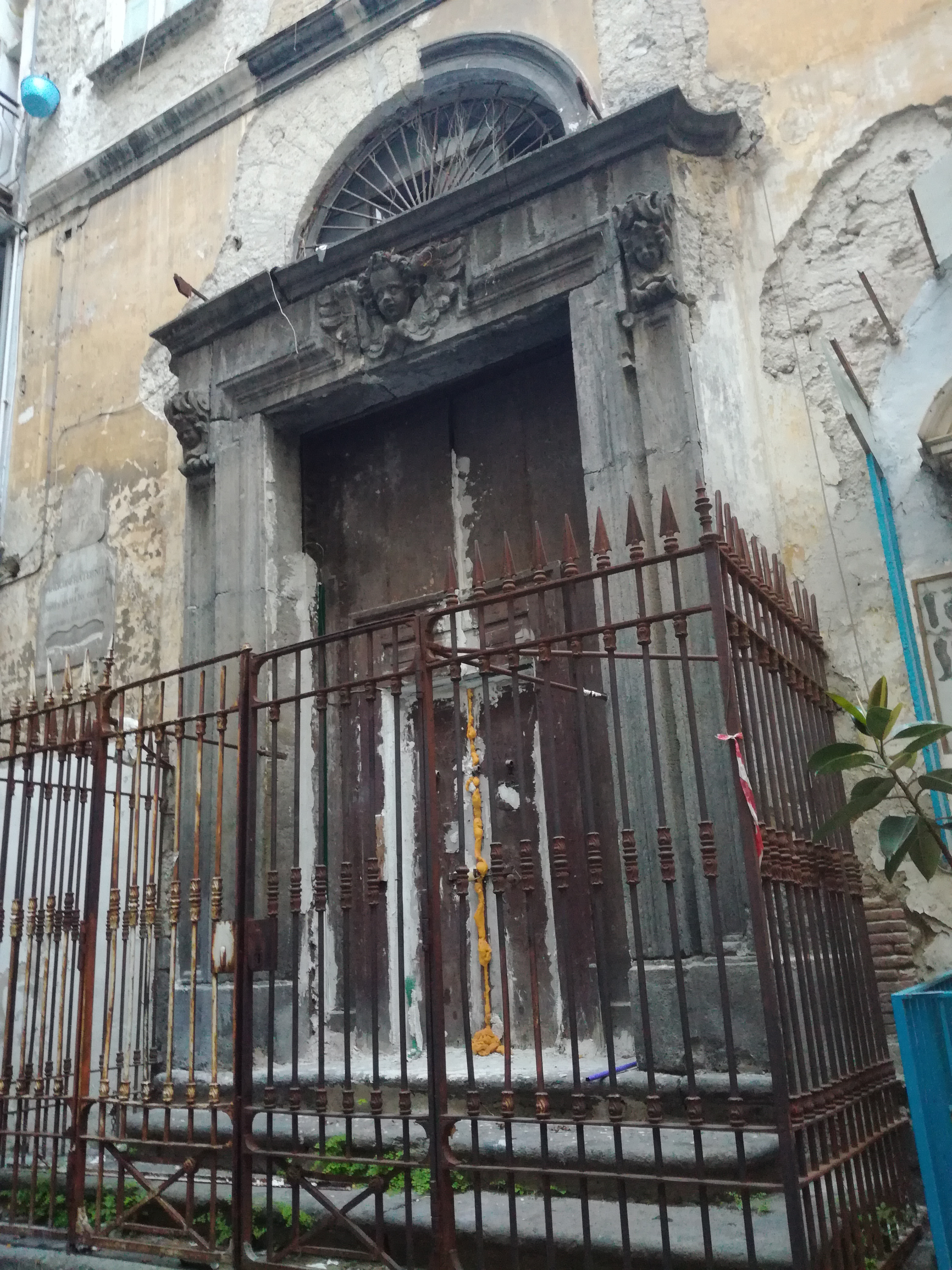
Particolare del portale in piperno